# Chartreuse de Vauclaire
La chartreuse de Vauclaire est une ancienne chartreuse située à Montpon-Ménestérol, en Dordogne. Florissante au Moyen Âge, elle est abandonnée durant les guerres de Religion. Les moines reviennent, mais sont à nouveau chassés par la Révolution française. Rachetée par les chartreux en 1858, la chartreuse connait de nouveau un important développement, mais les lois anticongrégationnistes de la Troisième République chassent définitivement les chartreux de leur monastère aux débuts du XXe siècle.
Déserte, la chartreuse sert durant la Première Guerre mondiale d'hôpital militaire pour les troupes américaines, puis elle est transformée en hôpital psychiatrique.
Elle fait l'objet d'une protection au titre des monuments historiques.

## Localisation
La chartreuse est située au bord de la route départementale 3 qui longe l'Isle, environ à 3,5 kilomètres au nord-est du centre-ville de Montpon-Ménestérol.

## Histoire

### Fondation
Sur le site d'un prieuré conventuel attesté en 1178 sous le nom de Capella de Valas (chapelle de Vaux) qui dépendait de l'abbaye Saint-Étienne de Baignes, la chartreuse est fondée grâce au soutien actif des trois fils du comte de Périgord Hélie IX : Archambaud IV, Hélie et Roger-Bernard, qui décident du lieu d'implantation, des buts fixés au monastère (prière en particulier dédiée aux morts de la famille du comte) et de leurs moyens de subsistance. La date généralement retenue de construction (sans doute la date de dédicace) est 1315. D'autres sources indiquent une fondation en 1328, voire entre 1328 et 1350.

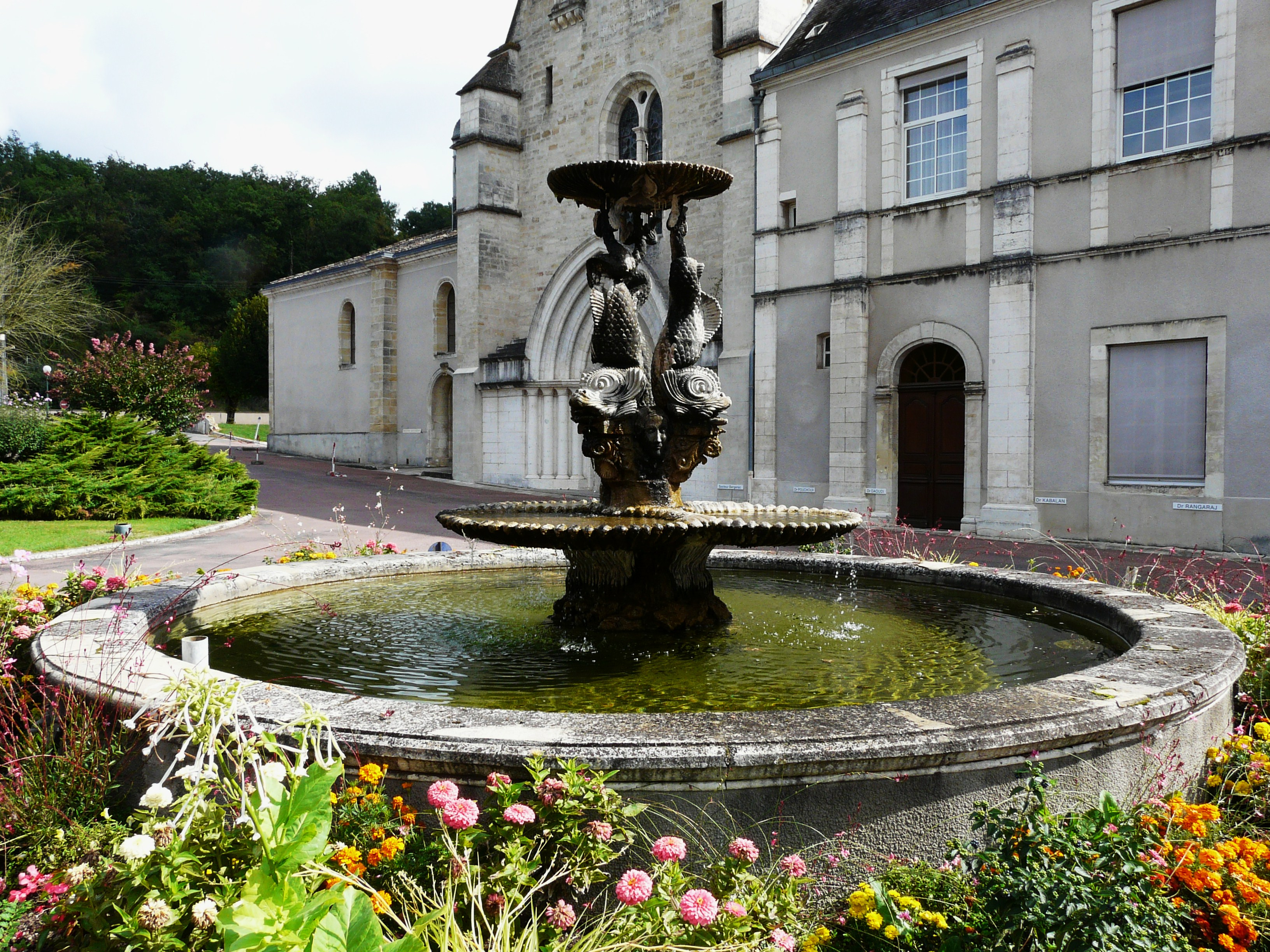
Fontaine devant la chartreuse.

### Troubles durant la guerre de Cent Ans
Lors de la guerre de Cent Ans, la plupart des moines sont chassés par les Anglais, qui règnent alors sur la Guyenne. Quelques moines parviennent à demeurer sur place, les autres étannt recueillis à Bordeaux, où ils bâtissent un petit ermitage, sur une propriété qui leur a été donnée par Pierre Maderan, notaire de la ville par acte en date du 5 octobre 1383. Arnaud Andra, chanoine et prévôt de l’église Saint-Seurin de Bordeaux, leur fait aussi une donation le 26 août 1425. Toutefois, ils quittent cet ermitage en 1460 pour retourner à Vauclaire.

### Durant les guerres de Religion
Pendant les guerres de Religion, de nombreux moines s'enfuient. Les trois qui étaient demeurés sur place sont tués par les troupes protestantes, et l'abbatiale est incendiée.

### Reconstruction et développement auxXVIIeetXVIIIesiècles
| - Plan de la chartreuse. |

|  |

À partir de 1616, les moines reviennent à la chartreuse, reconstruisent celle-ci et reprennent la vie monastique.

### La Révolution française
En 1793, alors que le monastère compte dix-sept religieux et trois convers, la Terreur chasse les moines vers l'Italie et l'Espagne. Les bâtiments sont achetés par des propriétaires locaux, qui les gardent jusqu'en 1833.

### Le retour des chartreux en 1858

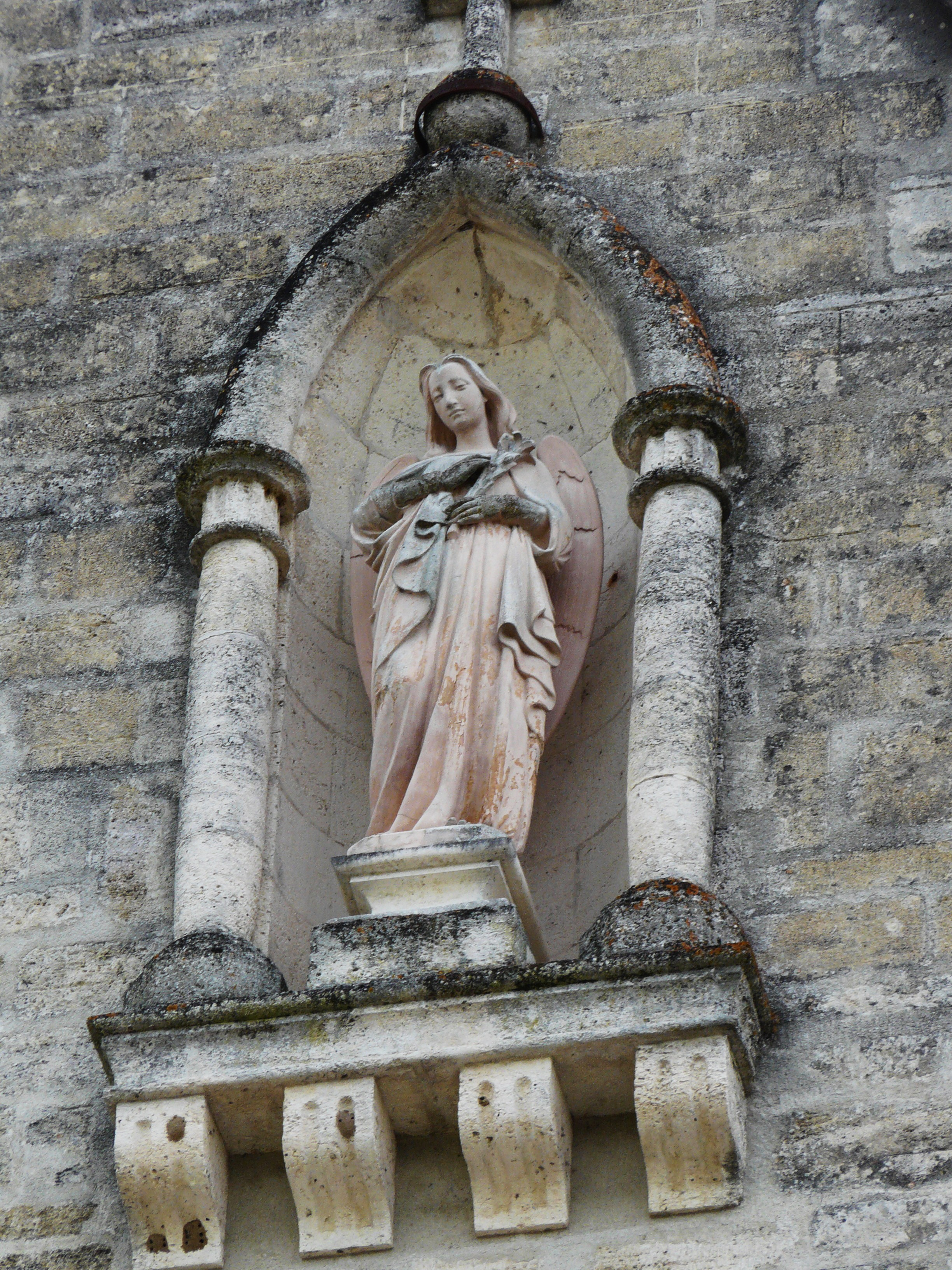
Statue représentant un ange.

Les chartreux rachètent leur établissement en 1858 et y rétablissent la vie monastique. Le 17 août 1864, les bâtiments sont victimes d'un incendie qui ravage une grande partie d'entre eux. Le substitut du procureur de Ribérac, Oscar Bardi de Fourtou, réalise un rapport au procureur impérial de Bordeaux. Il décrit précisément les conséquences et les causes de cet incendie important :

« Monsieur le Procureur Général, J’ai l’honneur de vous transmettre le rapport que vous m’avez demandé par votre dépêche au sujet de l’incendie de Vauclaire. Alors que je vous l’ai annoncé par ma lettre du 24, je me suis transporté à cette dernière date sur les lieux incendiés avec le juge d’instruction, nous avons constaté les ravages du feu, la manière dont l’incendie a éclaté, les causes apparentes et probables, et je dois dire que dès à présent que nos recherches ne nous conduisent pas à l’idée d’un crime. L’abbaye de Vauclaire, Monsieur le Procureur Général, est un grand établissement religieux. L’ordre des chartreux, qui en avait été dépouillé à la Révolution, l’a racheté en 1859, mutilé, mais considérable encore, d’un monsieur Privas riche propriétaire de ce pays, pour la somme de 350 000 francs environ. Quoiqu’elle ne se compose en ce moment que d’une vingtaine de religieux, elle offre déjà de très grandes proportions ; les moines l’agrandissent par des constructions journalières. Il y a donc de vastes ateliers et un mouvement de population ouvrière très actif… »

Un peu plus loin, il précise les causes de l'incendie : 

« Or, dans les appartements qui composent cette partie de l’établissement, il avait été réuni une quantité considérable de bois de construction et de chauffage. Dans la menuiserie, on avait entassé tous les copeaux provenant de la façon des bois déjà mis en œuvre, et d’une combustion encore plus facile, ce que dans le langage de l’atelier on appelle des rubans de bois. Ces rubans étaient répandus jusque dans la forge. L’incendie s’est manifesté dans la forge, le 17 août à 2 heures par une fumée assez épaisse, pendant que les ouvriers étaient au repos. Les flammes ont été vues presqu’aussitôt que la fumée, et alimentées par les bois réunis dans la forge et la menuiserie, elles ont fait de tels progrès que l’incendie a été bientôt général. La cause la plus insignifiante peut avoir produit ce terrible désastre. La forge mal éteinte a pu laisser échapper quelques étincelles, un ouvrier en fumant, a pu laisser tomber au milieu des rubans de bois dont la forge et la menuiserie étaient pleines, quelques flammèches incendiaires. Quoi qu’il en soit, Monsieur le Procureur Général, on ignore d’une manière absolue comment le feu a été déposé dans le lieu où il a pris d’une manière soudaine et effroyable. »

### La fin de la vie monastique
En 1901, les lois Combes sur les associations obligent les moines à s'enregistrer pour solliciter une autorisation d'association ; mais celle-ci leur est refusée par les autorités de la Troisième République et ils sont donc chassés manu militari. La plupart s'établissent en Espagne, dans la chartreuse d'Aula Dei, près de Saragosse. Nombre d'œuvres présentes dans l'église sont dispersées. Ainsi, deux statues ont été conservées dans l'église paroissiale Notre-Dame-de-l'Assomption de Montpon-Ménsetérol. Datant du XVIIe siècle, elles représentent deux moines agenouillés, et sont classées monuments historiques au titre d'objet depuis le 6 septembre 1957. Le grand retable et le maître-autel sont déplacés dans l'église Saint-Laurent de Saint-Laurent-des-Hommes, le petit retable dans la chapelle Saint-Martin de Montignac et une partie des stalles dans l'église Saint-Pierre-ès-Liens de Ménestérol.

### L'hôpital militaire

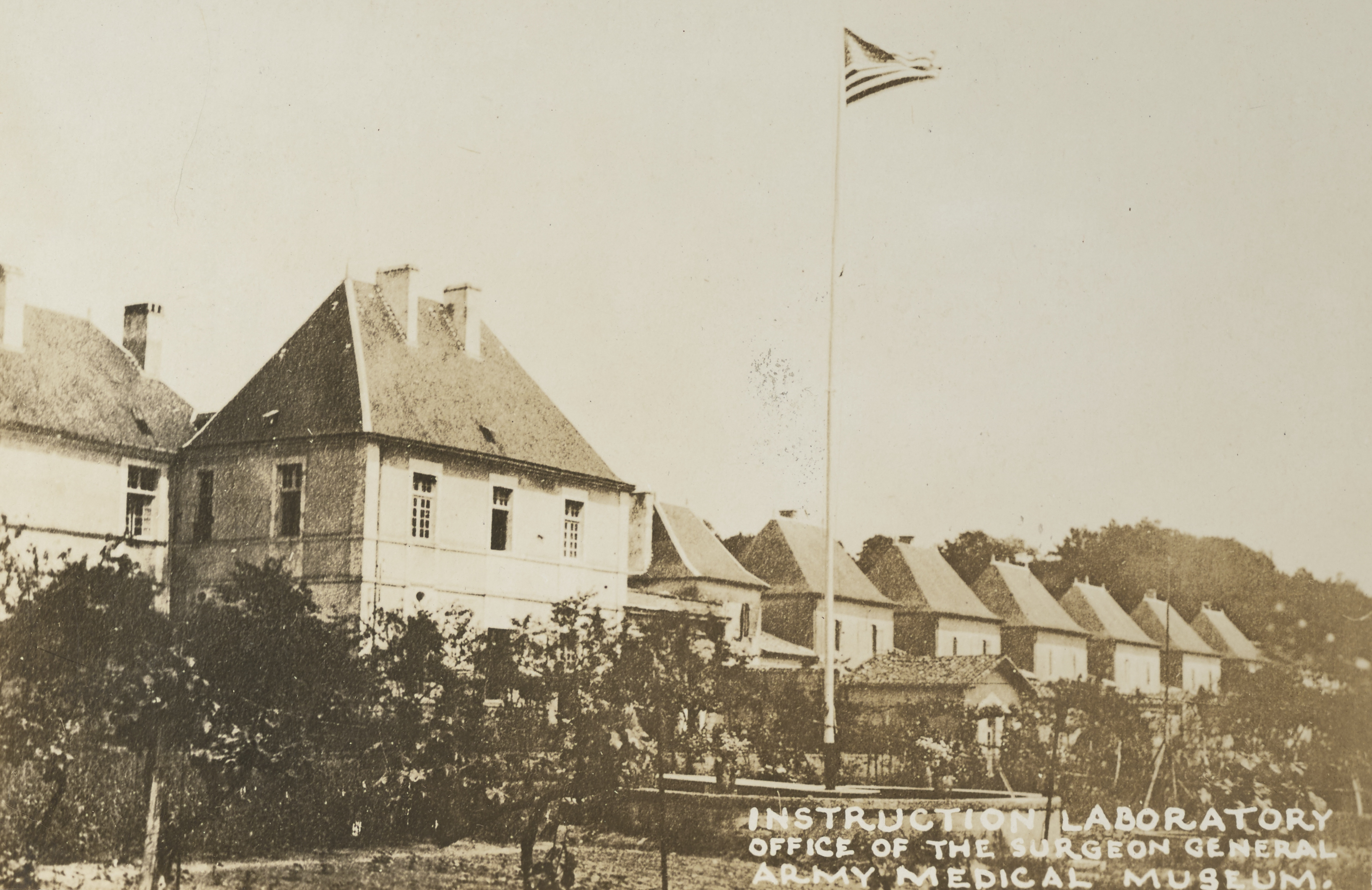
L'hôpital militaire.

Durant la Première Guerre mondiale, l'armée américaine transforme les bâtiments vides en hôpital militaire. La chapelle devient le mess des officiers.

### L'hôpital psychiatrique
Dès 1906, le conseil général de la Dordogne songe à réquisitionner les bâtiments de la chartreuse pour en faire un « asile d'aliénés et de vieillards », mais les premiers malades n'arrivent qu'après la guerre, en novembre 1919. En 1936, l'institution prend le nom d'« hôpital psychiatrique », puis de « centre hospitalier spécialisé » en 1970. La chapelle devient un débarras pour meubles et outils.
Durant la Seconde Guerre mondiale, l'hôpital accueille des malades évacués d'Alsace-Lorraine. Alors que les capacités de la structure sont de 700 places, on compte 1 500 pensionnaires. Ils souffrent de sous-nutrition malgré les efforts du médecin-directeur, le docteur Bobé, pour organiser le ravitaillement en nourriture. En raison de la ligne de démarcation toute proche, les morts ne peuvent plus être enterrés au cimetière de Ménésterol : un cimetière est donc créé sur le plateau de Vauclaire en août 1941 ; il compte 1 600 tombes, les inhumations se poursuivant jusqu'en 1993.
Le 2 avril 2014, la chartreuse est inscrite au titre des monuments historiques pour « les bâtiments de l'ancienne chartreuse comprenant notamment l'église, les chapelles, la salle capitulaire, le réfectoire et les deux cloîtres ».

## L'église conventuelle
Comme la plupart des chartreuses construites à cette époque, l'église conventuelle de Vauclaire est pourvue d'un chevet rectangulaire et d'une abside à plusieurs pans.
L'église est en particulier renommée pour ses fresques datant du XIVe siècle.

## Le mobilier
Une grande partie du mobilier de la chartreuse a été dispersé principalement vers différents édifices religieux du département :
- à l'église Saint-Front de Saint-Front-de-Pradoux, une cathèdre du XVIIe siècle, classée en 1960[15] ;
- à l'église Saint-Laurent des Hommes de Saint-Laurent-des-Hommes : un retable, un tabernacle et un tableau représentant le martyre de saint Laurent, du XVIIIe siècle, classés en 1996[16] ;
- à la cathédrale Saint-Front de Périgueux : le maître-autel de Vauclaire, du XVIIIe siècle, classé en 1840 avec la cathédrale[17] ;
- à l'église Saint-Barthélemy de Saint-Barthélemy-de-Bellegarde : un tabernacle en noyer datant de 1734[18] et un tableau représentant l'Annonciation, datant du XVIIe siècle dont le cadre date également de 1734[19], tous deux inscrits en 1977 ;
- à l'église Saint-Sulpice du Bugue : une statue datant de 1738 représentant la Vierge à l'Enfant[20], inscrite en 2000 ;
- à l'église Saint-Pierre-ès-Liens de Saint-Pierre-de-Chignac : un lutrin du XVIIe siècle, classé en 1956[21], deux antiphonaires de 1612 classés en 2002[22] et une stalle du XVIIe siècle, inscrite en 1973[23] ;
- au château de Lardimalie à Saint-Pierre-de-Chignac : une porte du XVIIe siècle en noyer, classée en 1981[24] ;
- à l'église Saint-Pierre-ès-Liens de Ménestérol, les anciens dossiers des stalles datant de 1771 servant de lambris de revêtement, inscrits en 2017[25] ;
- à l'église Notre-Dame-de-l'Assomption de Montpon : deux statues du XVIIe siècle en terre cuite, classées en 1957, représentant des chartreux agenouillés[26].

Il subsiste dans la chapelle de la chartreuse un bas-relief du XVIIe siècle, classé en 1947, représentant la Vierge de Pitié.